# Yeung Chau, Sai Kung
Yeung Chau (kinesiska: 羊洲) är en ö i Hongkong (Kina). Den ligger i den nordöstra delen av Hongkong.
Terrängen på Yeung Chau är varierad.  I omgivningarna runt Yeung Chau växer i huvudsak städsegrön lövskog.